# Liga Insular de São Tomé de 2013
A Liga Insular de São Tomé de 2013 foi a 25ª edição da Liga Insular de São Tomé, competição de futebol válida pelo campeonato nacional de São Tomé e Príncipe.
Dez clubes participaram na primeira divisão desta edição. O Sporting Praia Cruz era o defensor do título do ano anterior e sagrou-se campeão pelo segundo ano consecutivo.

## Clubes
- Vitória do Riboque FC
- Bairros Unidos FC (Caixão Grande)
- Grupo Desportivo Cruz Vermelha
- Sporting Clube Praia Cruz (Detentor do título)
- União Desportiva Sardinha e Caça de Água-Izé (UDESCAI)
- União Desportiva Rei Amador (UDRA)
- Desportivo Oque d’El Rei
- Aliança Nacional
- Juba de Diogo Simão (Recém-promovido)
- Clube Desportivo de Guadalupe (Recém-promovido)

## Resumo da Temporada
A competição iniciou-se em Abril de 2013 e seguiu-se por 18 rodadas. O título do Sporting Praia Cruz veio na última partida, em um empate com a vice-campeã UDRA. Ao final, UDESCAI e Cruz Vermelha foram os times rebaixados.

### Classificação Final
| #  | Equipa               | J  | V  | E | D  | GP | GC | SG  | Pts | Classificação                                           |
| -- | -------------------- | -- | -- | - | -- | -- | -- | --- | --- | ------------------------------------------------------- |
| 1  | Sporting Praia Cruz  | 18 | 14 | 4 | 0  | 56 | 8  | +48 | 46  | Qualificado para Final do Campeonato Santomense de 2013 |
| 2  | UDRA                 | 18 | 12 | 5 | 1  | 37 | 14 | +23 | 41  |                                                         |
| 3  | Vitória FC (Riboque) | 18 | 9  | 4 | 5  | 24 | 20 | +4  | 31  |                                                         |
| 4  | Caixão Grande        | 18 | 8  | 5 | 5  | 30 | 20 | +10 | 29  |                                                         |
| 5  | Aliança Nacional     | 18 | 8  | 4 | 6  | 25 | 23 | +2  | 28  |                                                         |
| 6  | CD Oque d'El Rei     | 18 | 6  | 2 | 10 | 19 | 28 | −9  | 20  |                                                         |
| 7  | Desportivo Guadalupe | 18 | 5  | 3 | 10 | 18 | 33 | −15 | 18  |                                                         |
| 8  | Juba                 | 18 | 4  | 5 | 9  | 27 | 37 | −10 | 17  |                                                         |
| 9  | UDESCAI (R)          | 18 | 4  | 3 | 11 | 20 | 40 | −20 | 15  | Rebaixado para 2ª Divisão da Liga Insular de São Tomé   |
| 10 | Cruz Vermelha (R)    | 18 | 2  | 1 | 15 | 12 | 45 | −33 | 7   | Rebaixado para 2ª Divisão da Liga Insular de São Tomé   |

Última atualização em 09 November 2013
Fonte: [carece de fontes?]
Regras para classificação: 1º pontos; 2º saldo de gols; 3º gols pró.
(C) = Campeão; (R) = Rebaixado; (P) = Promovido; (O) = Vencedor do play-off; (A) = Classificado para a próxima fase. 
Somente aplicável se a temporada não tiver terminado: 
(Q) = Classificado para a fase do torneio indicada; (TQ) = Classificado para o torneio, mas não para a fase indicada; (DQ) = Desclassificado do torneio.